# William Desmond
William Desmond, all'anagrafe William Mannion, (Dublino, 23 gennaio 1878 – Los Angeles, 3 novembre 1949), è stato un attore irlandese naturalizzato statunitense che cominciò la sua carriera durante il periodo del cinema muto per continuarla fino al 1948.

## Biografia
Celebre all'epoca del muto, William Desmond venne soprannominato "King of the Silent Serials (il re dei serial muti). Alto 1,80, di bell'aspetto, fu impiegato in film di avventura e western.
Nato a Dublino, si trasferì fin da bambino con la sua famiglia a New York. Qui, trascorse la sua infanzia e adolescenza. Cambiò il suo nome in quello di William Desmond quando approdò sulle scene teatrali. Lavorò nel vaudeville e a teatro prima di iniziare una carriera cinematografica che lo avrebbe fatto diventare un divo del cinema muto.
Il suo debutto sullo schermo risale al 1915: apparve in un ruolo di un certo spessore in Kilmeny di Oscar Apfel, un film prodotto da una piccola casa di produzione, la Oliver Morosco Photoplay Company, pellicola che venne distribuita dalla Paramount Pictures. Lavorò anche a fianco della moglie, l'attrice Mary McIvor.
Nella sua carriera, Desmond girò 213 film come attore, apparendo anche in alcuni film dove partecipò in qualità di ospite. Nel 1921, produsse Fightin' Mad, una commedia western diretta da Joseph Franz, di cui fu l'interprete principale. Lavorò praticamente fino alla fine. Negli ultimi anni, i suoi ruoli furono in gran parte di comparsa e di figurante, senza che il suo nome neppure appaia nei titoli.
Morì nel 1949, all'età di 71 anni, per attacco cardiaco a Los Angeles. Le sue spoglie furono inumate nella Chapel of the Pines Crematory della città californiana.

## Galleria d'immagini

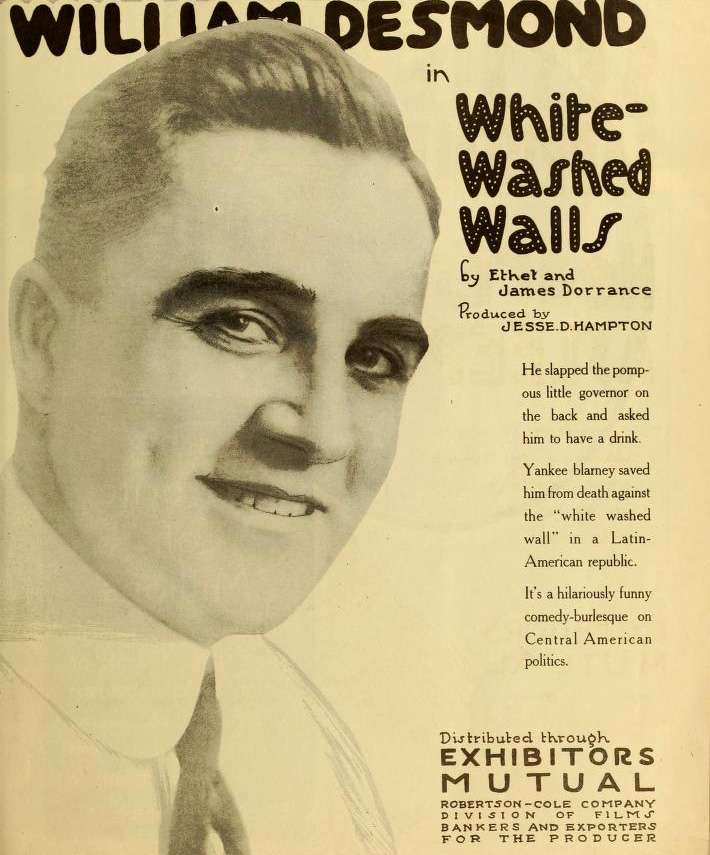
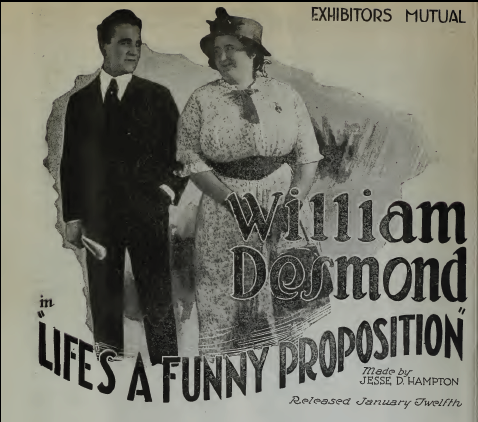
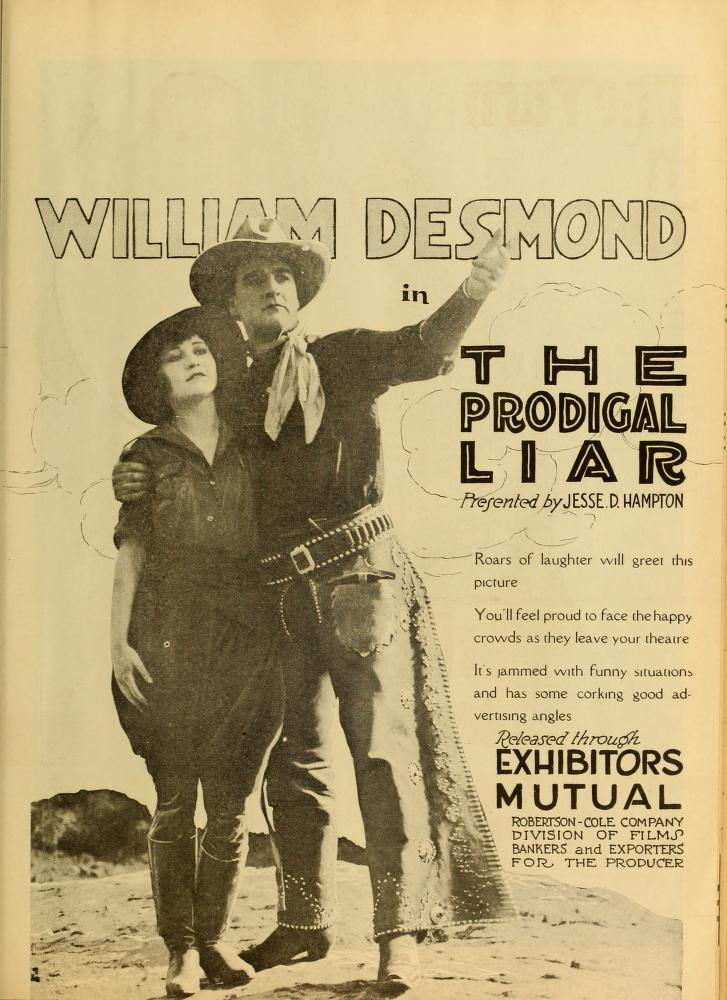
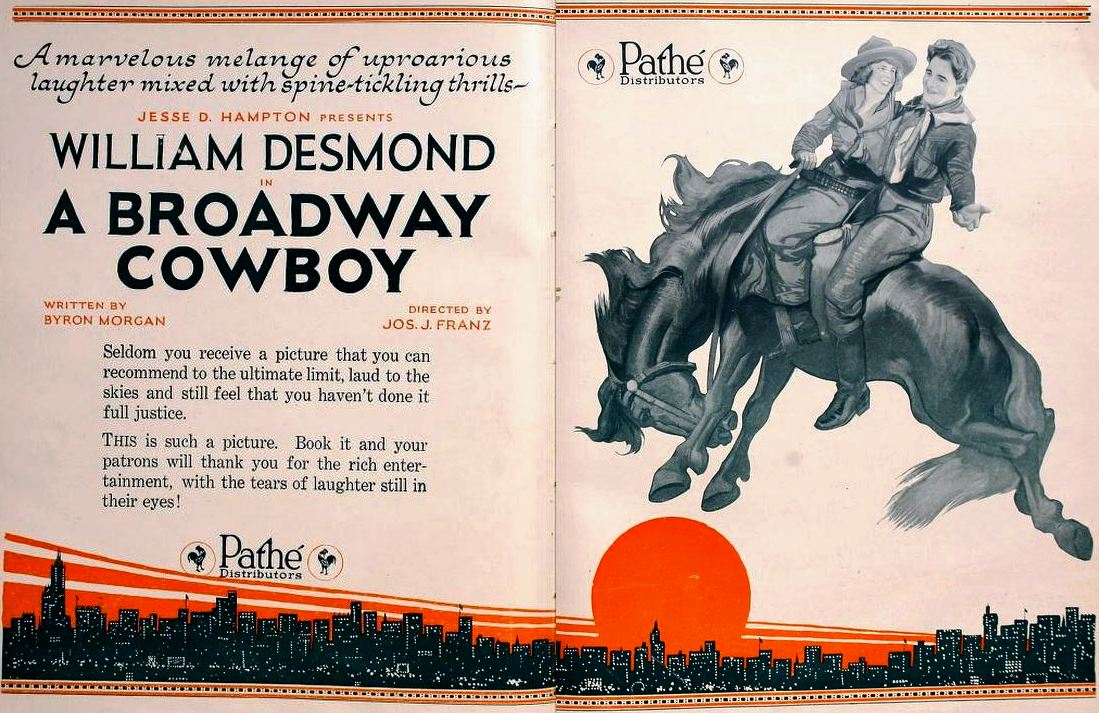
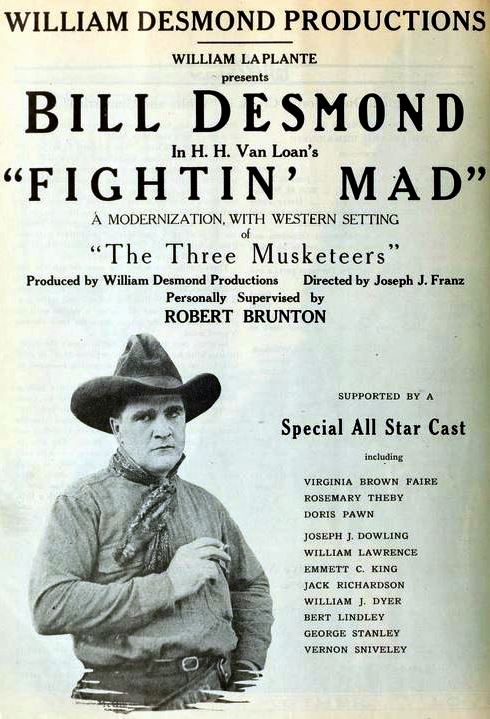
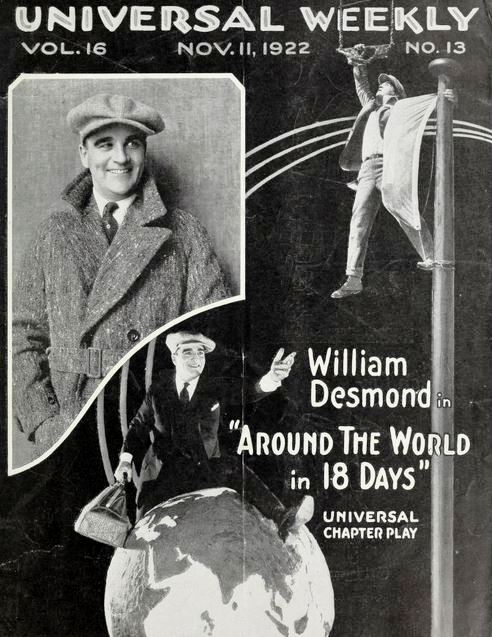

## Filmografia parziale

### Attore
- Kilmeny, regia di Oscar Apfel (1915)
- The Majesty of the Law, regia di Julia Crawford Ivers  (1915)
- Peer Gynt, regia di Oscar Apfel e Raoul Walsh (1915)
- Fiore della Scozia (Peggy), regia di Charles Giblyn e Thomas H. Ince (1916)
- Due begli occhi (Bullets and Brown Eyes), regia di Scott Sidney (1916)
- The Waifs, regia di Scott Sidney (1916)
- Not My Sister, regia di Charles Giblyn (1916)
- The Sorrows of Love, regia di Charles Giblyn (1916)
- The Captive God, regia di Charles Swickard (1916)
- The Payment, regia di Raymond B. West (1916)
- Lieutenant Danny, U.S.A., regia di Walter Edwards (1916)
- The Dawn Maker, regia di William S. Hart (1916)
- The Criminal, regia di Reginald Barker (1916)
- A Gamble in Souls, regia di Walter Edwards (1916)
- The Iced Bullet, regia di Reginald Barker (1917)
- The Last of the Ingrams, regia di Walter Edwards (1917)
- Passato sanguigno (Blood Will Tell), regia di Charles Miller (1917)
- Paddy O'Hara, regia di Walter Edwards (1917)
- Paws of the Bear, regia di Reginald Barker (1917)
- Time Locks and Diamonds, regia di Walter Edwards (1917)
- Master of His Home, regia di Walter Edwards (1917)
- Flying Colors, regia di Frank Borzage (1917)
- Married in Name Only, regia di Edmund Lawrence (1917)
- Fighting Back, regia di Raymond Wells (1917)
- The Sudden Gentleman, regia di Thomas N. Heffron (1917)
- Captain of His Soul, regia di Gilbert P. Hamilton (1918)
- The Sea Panther, regia di Thomas N. Heffron (1918)
- The Mints of Hell, regia di Park Frame (1919)
- Dangerous Waters, regia di Parke Frame e Joseph Franz (come J.J. Franz) (1919)
- The Prince and Betty, regia di Robert Thornby (1919)
- Fightin' Mad, regia di Joseph Franz (1921)
- The Extra Girl, regia di F. Richard Jones (1923)
- Big Timber, regia di George Melford (1924)
- Tongues of Scandal, regia di Roy Clements (1927)
- L'uomo dei monti (No Defense), regia di Lloyd Bacon (1929)
- The Phantom of the West, regia di D. Ross Lederman (1931)
- Sfidando la vita (Laughing at Life), regia di Ford Beebe (1933)
- The Broken Coin, regia di Albert Herman (1936)
- Hellzapopping in Grecia (The Boys from Syracuse), regia di A. Edward Sutherland (1940)

### Produttore
- Fightin' Mad, regia di Joseph Franz (1921)